# Reichsheer

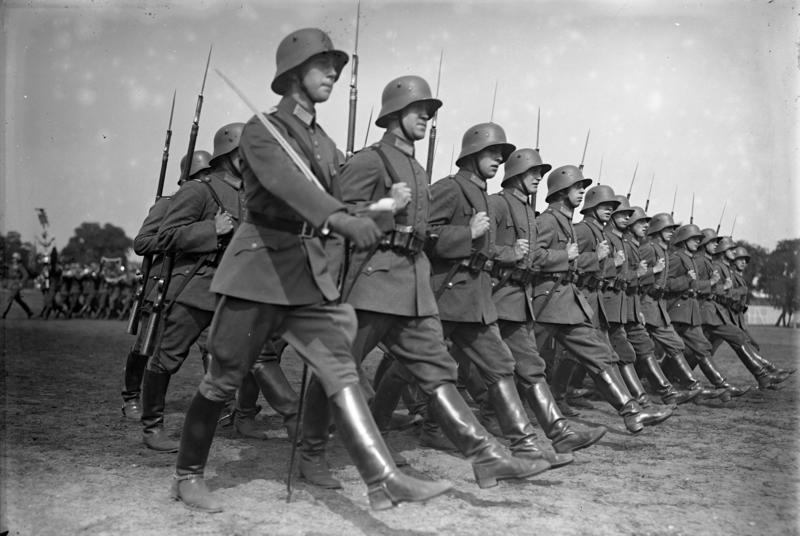
Parada wojsk lądowych Reichswehry

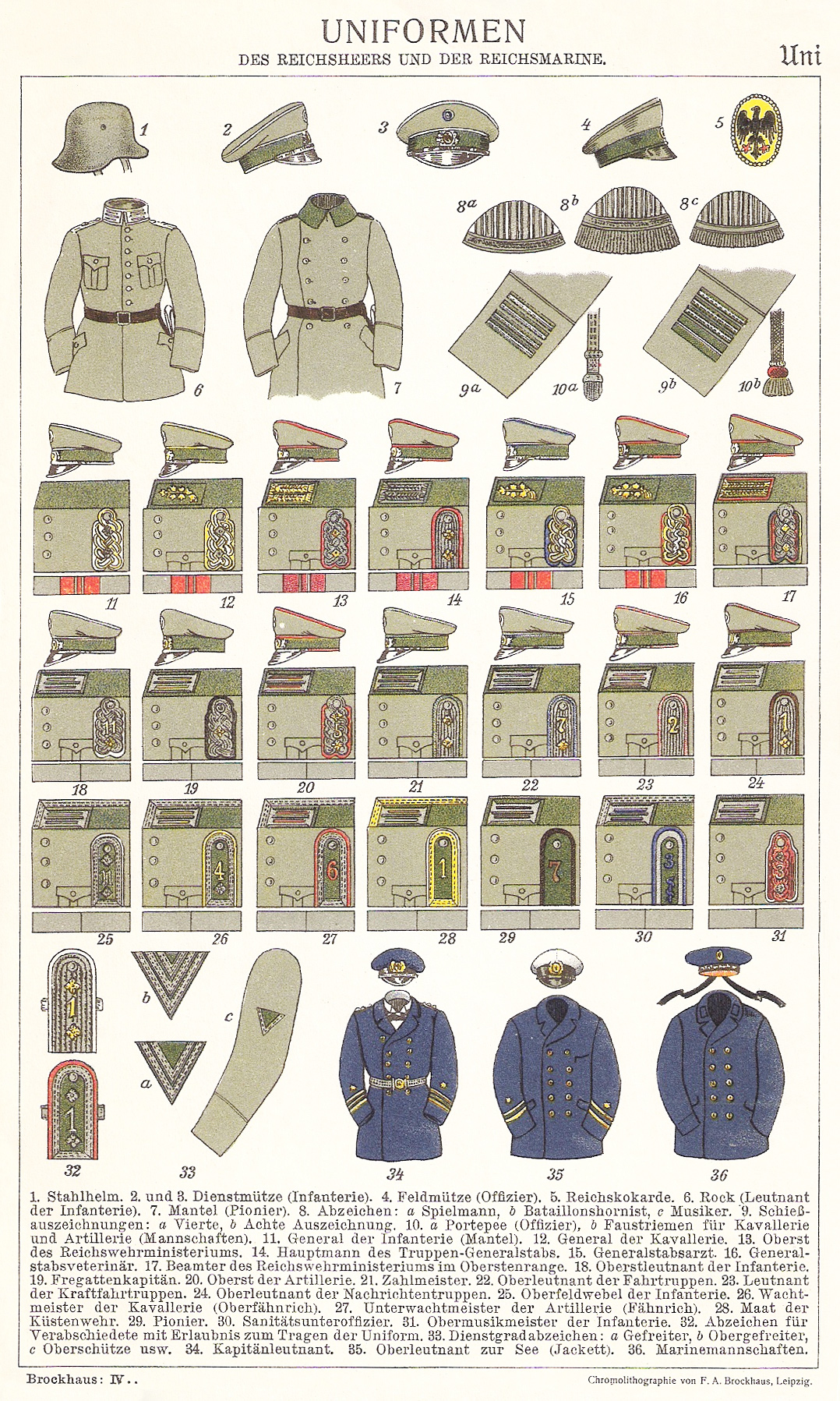
Stopnie w Reichsheer, 1926

Reichsheer – niemieckie wojska lądowe podlegające Reichswehrze.
Utworzono je 6 marca 1919 roku z resztek Armii Cesarstwa Niemieckiego. Liczyły początkowo 43 brygady, których ilość zredukowano następnie do 20 brygad (w dniu 1 października 1919 roku), tworząc jednocześnie tzw. Przejściowe Wojska Lądowe (niem. Übergangsheer). W maju 1920 roku liczebność ograniczono do 200 000 ludzi, nastąpiła też restrukturyzacja, w wyniku której utworzono 3 dywizje kawalerii i 7 dywizji piechoty. W dniu 1 października 1920 roku brygady zredukowano do pułków, co ograniczyło liczebność do 100 000, jak nakazywały ustalenia traktatu wersalskiego.
Reichsheer istniał do 21 maja 1935 roku, kiedy to Reichswehra została przemianowana w Wehrmacht.

## Lista dywizji Reichsheer
- 1 Dywizja Piechoty Reichswehry
- 2 Dywizja Piechoty Reichswehry
- 3 Dywizja Piechoty Reichswehry
- 4 Dywizja Piechoty Reichswehry
- 5 Dywizja Piechoty Reichswehry
- 6 Dywizja Piechoty Reichswehry
- 7 Dywizja Piechoty Reichswehry
- 1 Dywizja Kawalerii Reichswehry
- 2 Dywizja Kawalerii Reichswehry
- 3 Dywizja Kawalerii Reichswehry